# 2. ŽNL Zadarska 2004./05.
Ovaj članak je podtema članka: 5. rang HNL-a 2004./05.

2. ŽNL Zadarska u sezoni 2004./05. je predstavljala drugi stupanj županijske lige u Zadarskoj županiji, te ligu petog stupnja hrvatskog nogometnog prvenstva. 
Sudjelovalo je deset klubova, a prvak je postao klub "Vir". 

## Sustav natjecanja
Deset klubova igralo dvokružnu ligu (18 kola).

## Momčadi
- Dalmatinac – Crno
- Gorica – Gorica
- HAŠK '99 – Benkovac
- Jasenice – Jasenice
- Paklenica – Starigrad
- Pakoštane – Pakoštane
- Podgradina – Podgradina
- Sveti Mihovil – Sutomišćica
- Vir – Vir
- Vrčevo – Glavica

## Ljestvica
| Poz. | Momčad            | U  | P  | N | I  | G+ | G– | G+/– | Bod. | Nastavak natjecanja ili ispadanje |
| ---- | ----------------- | -- | -- | - | -- | -- | -- | ---- | ---- | --------------------------------- |
| 1.   | Vir (P)           | 18 | 16 | 2 | 0  | 80 | 7  | +73  | 50   | 1. ŽNL                            |
| 2.   | Pakoštane         | 18 | 12 | 3 | 3  | 37 | 16 | +21  | 39   | 1. ŽNL                            |
| 3.   | Paklenica         | 18 | 10 | 3 | 5  | 33 | 31 | +2   | 33   |                                   |
| 4.   | Gorica            | 18 | 9  | 4 | 5  | 37 | 26 | +11  | 31   |                                   |
| 5.   | Podgradina        | 18 | 7  | 3 | 8  | 37 | 39 | −2   | 24   |                                   |
| 6.   | Sveti Mihovil     | 18 | 7  | 2 | 9  | 41 | 43 | −2   | 23   |                                   |
| 7.   | Dalmatinac        | 18 | 6  | 2 | 10 | 22 | 42 | −20  | 20   |                                   |
| 8.   | Jasenice          | 18 | 6  | 1 | 11 | 29 | 35 | −6   | 19   |                                   |
| 9.   | Vrčevo            | 18 | 4  | 1 | 13 | 19 | 50 | −31  | 13   |                                   |
| 10.  | HAŠK '99 Benkovac | 18 | 2  | 1 | 15 | 22 | 68 | −46  | 7    |                                   |

## Rezultatska križaljka
| kratica | klub                      | DAL | GOR | HAŠK | JAS | PAKL | PAKO | POD | SVM | VIR | VRČ |
| --- | ------------------------- | --- | --- | ---- | --- | ---- | ---- | --- | --- | --- | --- |
| DAL | Dalmatinac Crno           |     |     |      |     |      |      |     |     |     |     |
| GOR | Gorica                    |     |     |      |     |      |      |     |     |     |     |
| HAŠK | HAŠK '99 Benkovac         |     |     |      |     |      |      |     |     |     |     |
| JAS | Jasenice                  |     |     |      |     |      |      |     |     |     |     |
| PAKL | Paklenica Starigrad       |     |     |      |     |      |      |     |     |     |     |
| PAKO | Pakoštane                 |     |     |      |     |      |      |     |     |     |     |
| POD | Podgradina                |     |     |      |     |      |      |     |     |     |     |
| SVM | Sveti Mihovil Sutomišćica |     |     |      |     |      |      |     |     |     |     |
| VIR | Vir                       |     |     |      |     |      |      |     |     |     |     |
| VRČ | Vrčevo Glavica            |     |     |      |     |      |      |     |     |     |     |
| |                           |     |     |      |     |      |      |     |     |     |     |
| podebljan rezltat - igrano u prvom dijelu lige (1. – 9. kolo) rezultat normalne debljine - igrano u drugom dijelu lige (10. – 18. kolo) rezultat nakošen - nije vidljiv redoslijed odigravanja međusobnih utakmica iz dostupnih izvora prekrižen rezultat - poništena ili brisana utakmica p - utakmica prekinuta p.f. - rezultat 3:0 bez borbe |                           |     |     |      |     |      |      |     |     |     |     |

 Izvori: 